# Wojna kokosza

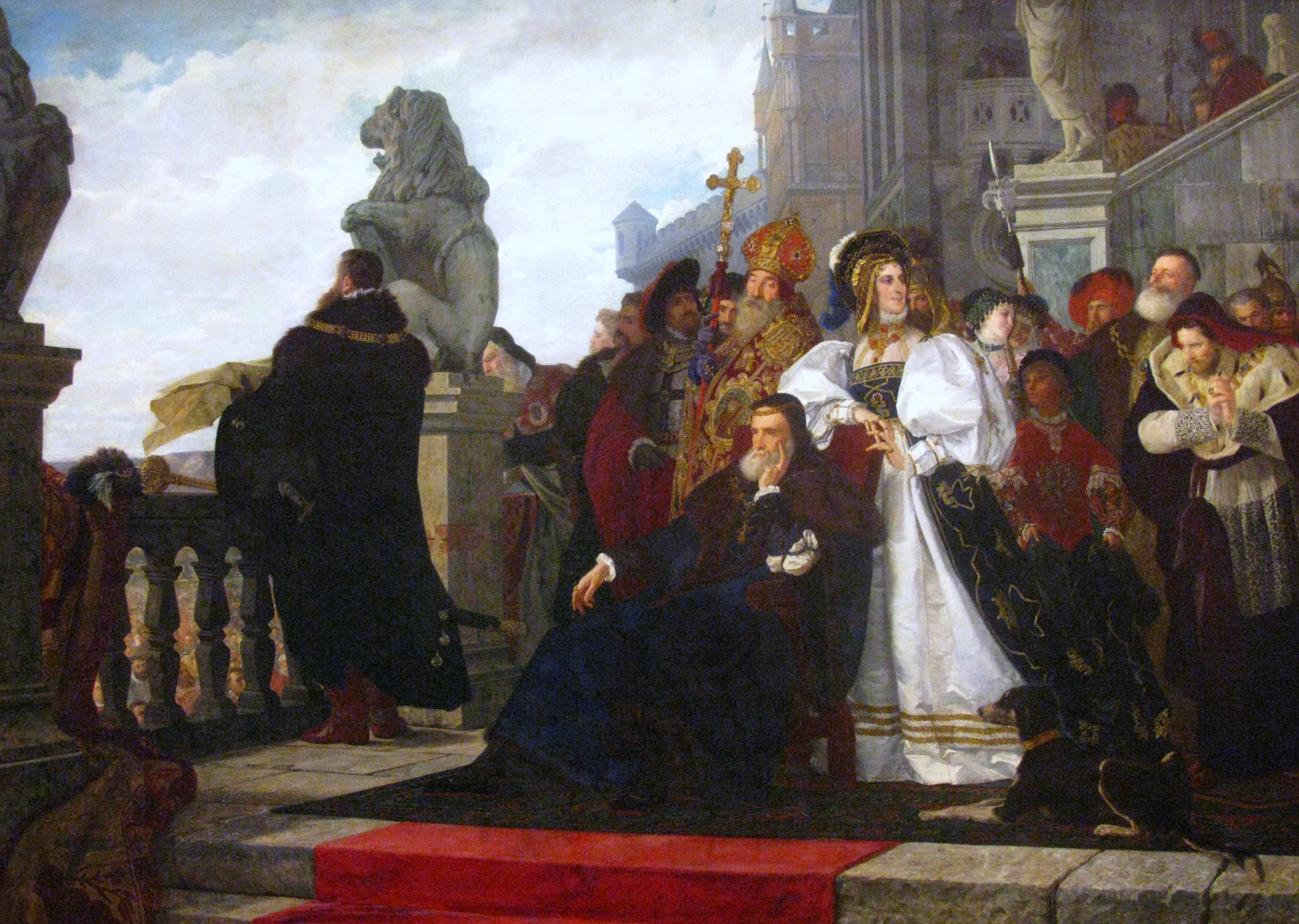
Wojna kokosza, obraz Henryka Rodakowskiego

Wojna kokosza (rokosz lwowski) – nazwa rokoszu szlachty polskiej, zawiązanego w lipcu 1537 roku, skierowanego przeciw polityce króla Zygmunta Starego, królowej Bony oraz magnaterii. Był to pierwszy sejm rokoszowy szlachty polskiej.
Od początku XVI wieku w szeregach szlachty Królestwa Polskiego powstawał program zmian w polityce dworu królewskiego. Dotyczył on wielu, często anachronicznych, aspektów polityki wewnętrznej. Najważniejsze postulaty reform dotyczyły władzy sądowniczej oraz polityki administracyjnej. Choć istniało kilka skodyfikowanych praw (Statut Łaskiego, Formula processus), to jednak były one przestarzałe, niepełne bądź przyjęte tylko na małym obszarze państwa. Prowadziło to również do manipulowania prawem. Szlachtę raziło łączenie niektórych godności i urzędów, co powodowało zaniedbywanie przez urzędników ich obowiązków. Z oburzeniem była przyjmowana ekonomiczna polityka królowej Bony dotycząca dóbr królewskich. Krytykowano króla i królową za przeprowadzoną elekcję vivente rege Zygmunta Augusta, a także wychowanie młodego króla – wychowywany przez kobiety Zygmunt August odsuwany był od spraw państwowych.
Królowi przedstawiono 36 postulatów związanych z ruchem egzekucyjnym, dotyczących:
- kodyfikacji prawa
- poniechania skupu dóbr przez Bonę
- zwolnienia z ciężarów na rzecz kleru[3].
- wprowadzenia zakazu łączenia niektórych urzędów (incompatibilitas)
- ustanowienia stałych doradców królewskich

Sukcesem szlachty było doprowadzenie do sejmów w Piotrkowie i Krakowie, na których król zobowiązał się egzekwować prawa, co godziło w interesy magnaterii, która często bezprawnie posiadała majątki królewskie i dał gwarancję elekcyjności tronu polskiego. Mimo to rokosz nie przyniósł żadnego ważniejszego skutku. Jego nazwa wzięła się ze zgryźliwych opinii magnaterii, że jedynym z rezultatów, było wyjedzenie drobiu z okolicy Lwowa, gdzie go zawiązano.